# Marco Farfan
Marco Farfan (ur. 12 listopada 1998 w Portland) – amerykański piłkarz pochodzenia meksykańskiego występujący na pozycji lewego obrońcy w amerykańskim klubie FC Dallas oraz w reprezentacji Stanów Zjednoczonych.

## Kariera klubowa

### Portland Timbers
W 2013 dołączył do akademii Portland Timbers. 1 stycznia 2016 trafił do zespołu rezerw. Zadebiutował 27 marca 2016 w meczu USL Championship przeciwko Sporting Kansas City II (2:1). 1 stycznia 2017 został przesunięty do pierwszego składu. Zadebiutował 13 marca 2017 w meczu Major League Soccer przeciwko Los Angeles Galaxy (0:1).

### Los Angeles FC
1 stycznia 2021 podpisał kontrakt z klubem Los Angeles FC.

## Kariera reprezentacyjna

### Stany Zjednoczone
W 2020 roku otrzymał powołanie do reprezentacji Stanów Zjednoczonych. Zadebiutował 9 grudnia 2020 w meczu towarzyskim przeciwko reprezentacji Salwadoru (6:0).

## Statystyki

### Klubowe
(aktualne na dzień 15 stycznia 2021)
| Klub               | Sezon              | Liga                | Liga  | Liga   | Puchar kraju | Puchar kraju | Suma  | Suma   |
| Klub               | Sezon              | Liga                | Mecze | Bramki | Mecze        | Bramki       | Mecze | Bramki |
| ------------------ | ------------------ | ------------------- | ----- | ------ | ------------ | ------------ | ----- | ------ |
| Portland Timbers 2 | 2016               | USL Championship    | 18    | 0      | –            | –            | 18    | 0      |
| Portland Timbers 2 | 2017               | USL Championship    | 9     | 0      | –            | –            | 9     | 0      |
| Portland Timbers 2 | 2018               | USL Championship    | 12    | 1      | –            | –            | 12    | 1      |
| Portland Timbers 2 | 2019               | USL Championship    | 17    | 0      | –            | –            | 17    | 0      |
| Portland Timbers 2 | Ogólnie            | Ogólnie             | 56    | 1      | 0            | 0            | 56    | 1      |
| Portland Timbers   | 2017               | Major League Soccer | 6     | 0      | 1            | 0            | 7     | 0      |
| Portland Timbers   | 2018               | Major League Soccer | 11    | 0      | 0            | 0            | 11    | 0      |
| Portland Timbers   | 2019               | Major League Soccer | 3     | 0      | 1            | 0            | 4     | 0      |
| Portland Timbers   | 2020               | Major League Soccer | 15    | 0      | –            | –            | 15    | 0      |
| Portland Timbers   | Ogólnie            | Ogólnie             | 35    | 0      | 2            | 0            | 37    | 0      |
| Ogólnie w karierze | Ogólnie w karierze | Ogólnie w karierze  | 91    | 1      | 2            | 0            | 93    | 1      |

### Reprezentacyjne
(aktualne na dzień 15 stycznia 2021)
| Reprezentacja     | Rok     | Mecze | Bramki |
| ----------------- | ------- | ----- | ------ |
| Stany Zjednoczone |         |       |        |
| 2020              | 1       | 0     |        |
| Ogólnie           | Ogólnie | 1     | 0      |

| Mecze i gole w reprezentacji | Mecze i gole w reprezentacji | Mecze i gole w reprezentacji | Mecze i gole w reprezentacji | Mecze i gole w reprezentacji | Mecze i gole w reprezentacji | Mecze i gole w reprezentacji | Mecze i gole w reprezentacji |
| Lp.                          | Data                         | Miejsce                      | Gospodarz                    | Gość                         | Wynik                        | Gol                          | Rozgrywki                    |
| ---------------------------- | ---------------------------- | ---------------------------- | ---------------------------- | ---------------------------- | ---------------------------- | ---------------------------- | ---------------------------- |
| 1.                           | 09.12.2020                   | Fort Lauderdale              | Stany Zjednoczone            | Salwador                     | 6:0                          |                              | Mecz towarzyski              |

## Sukcesy

### Portland Timbers
- Wicemistrzostwo MLS (1×): 2018

## Życie prywatne
Farfan urodził się w Portland, w stanie Oregon, w Stanach Zjednoczonych. Jego rodzice są pochodzenia meksykańskiego.